# 小戟叶耳蕨
小戟叶耳蕨（学名：Polystichum hancockii）为鳞毛蕨科耳蕨属下的一个种。

## 扩展阅读
維基物種上的相關：小戟叶耳蕨